# Kazachse voetbalbeker 1998/99
1998-99 was het zevende seizoen van de Beker van Kazachstan. De 14 deelnemende ploegen streden van 6 mei 1998 t/m 16 juli 1999 in een knock-outsysteem. Alle rondes (behalve de finale) bestonden uit een heen- en een terugwedstrijd.

## Achtste finale
De wedstrijden werden gespeeld op 6, 8, 26, 28 mei & 15 juli 1998.
| Thuisclub                | Uitslag | Uitslag | Uitclub                       |
| ------------------------ | ------- | ------- | ----------------------------- |
| Batır FK Ekibastuz       | 3-1     | 1-2     | Taraz FK                      |
| CSKA-Qayrat FK Almatı    | 4-0     | 1-1     | Astana FK                     |
| Ertis FK Pavlodar        | 4-1     | 2-1     | Jiger FK Şımkent              |
| Naşa Kompanïya FK Astana | 0-1     | 0-6     | Elimay FK Semey               |
| Şaxter-Ïspat-Karmet FK   | 1-0     | 2-2     | Bolat FK Temirtaw             |
| Xïmïk FK Stepnogor       | 2-1     | 1-3     | Qaysar-Hurricane FK Qızılorda |
| vrijgeloot               |         |         | Narın FK Oral                 |
| vrijgeloot               |         |         | Vostok FK Öskemen             |

## Kwartfinale
De wedstrijden werden gespeeld op 28 mei, 24, 26, 29 juli, 9 augustus, 9 & 22 oktober 1998.
| Thuisclub          | Uitslag | Uitslag | Uitclub                       |
| ------------------ | ------- | ------- | ----------------------------- |
| Batır FK Ekibastuz | 1-1     | 1-0     | Şaxter-Ïspat-Karmet FK        |
| Elimay FK Semey    | 1-2     | 1-4     | Qaysar-Hurricane FK Qızılorda |
| Ertis FK Pavlodar  | 1-1     | 0-3     | CSKA-Qayrat FK Almatı         |
| Narın FK Oral      | 0-1     | 0-7     | Vostok FK Öskemen             |

## Halve finale
De wedstrijden werden gespeeld op 4 mei, 6, 17 juni & 6 juli 1999.
| Thuisclub                     | Uitslag | Uitslag | Uitclub                   |
| ----------------------------- | ------- | ------- | ------------------------- |
| CSKA-Qayrat FK Almatı         | 0-1     | 1-3     | Vostok-Altın FK Öskemen 1 |
| Qaysar-Hurricane FK Qızılorda | 3-1     | 4-0     | Batır FK Ekibastuz        |

4 Vostok FK Öskemen heet m.i.v. 1999 Vostok-Altın FK Öskemen.

## Finale
|              |                               |       |                                      |                                                                                |
| 16 juli 1999 | Qaysar-Hurricane FK Qızılorda | 1 - 1 | Vostok-Altın FK Öskemen              | Almatı Ortalıq Stadïon Toeschouwers: 2.500 Scheidsrechter: A. Kulakov (Almaty) |
| 16 juli 1999 | Esmuratov 80'                 | KFF   | Antropov 82'                         | Almatı Ortalıq Stadïon Toeschouwers: 2.500 Scheidsrechter: A. Kulakov (Almaty) |
| 16 juli 1999 | Strafschoppen                 |       |                                      | Almatı Ortalıq Stadïon Toeschouwers: 2.500 Scheidsrechter: A. Kulakov (Almaty) |
| 16 juli 1999 | Kïcak Sklyarov Axmedov        | 4 - 2 | Evteev Fïlïmonov Afelçenko Sïnyuçkov | Almatı Ortalıq Stadïon Toeschouwers: 2.500 Scheidsrechter: A. Kulakov (Almaty) |